# Hypodactylus elassodiscus
Hypodactylus elassodiscus es una especie de anfibio anuro de la familia Craugastoridae.

## Distribución geográfica
Esta especie habita entre los 2300 y 2900 m de altitud en el lado amazónico de la Cordillera Oriental:
- en el noreste de Ecuador en las provincias de Sucumbíos y Napo;
- en el sur de Colombia en el departamento de putumayo.[4]

## Descripción
Los machos miden de 22.0 a 29.2 mm y las hembras de 29.7 a 36.9 mm.

## Publicación original
- Lynch, 1973 : A new narrow-toed frog from Andean Ecuador (Leptodactylidae: Eleutherodactylus). Copeia, vol. 1973, n.º 2, p. 222-225.[5]